# Elle Fanning
Elle Fanning (Mary Elle Fanning; født 9. april 1998) er en amerikansk skuespiller. Hun debuterede som børneskuespiller i 2001. Hun blev især kendt for sin medvirken i filmene Daddy day care (2003), som pigen Jamie, Because of Winn-Dixie (2005), som Sweetie Pie Thomas og Phoebe in Wonderland (2008), som hovedrollen Phoebe. Hun er også kendt for sin (hoved)rolle i Somewhere (2010) af Sofia Coppola. Desuden har hun medvirket i tv-serien House MD, hvor hun spiller patientens datter. Udover det spiller hun rollen Aurora sammen med Angelina Jolie i filmen Maleficent fra 2014. I 2016 medvirkede hun i The Neon Demon af den danske instruktør Nicolas Winding Refn.
Elles storesøster Dakota Fanning er ligeledes skuespiller.

## Filmografi
| år   | Titel                             | Rolle                     | Noter                          |
| ---- | --------------------------------- | ------------------------- | ------------------------------ |
| 2001 | I Am Sam                          | Yngre Lucy Diamond Dawson |                                |
| 2003 | Daddy Day Care                    | Jamie                     |                                |
| 2004 | The Door in the Floor             | Ruth Cole                 |                                |
| 2005 | Min nabo Totoro                   | Mei Kusakabe              | Stemme i den engelske version  |
| 2005 | P.N.O.K.                          | Rebecca Bullard           | Kortfilm                       |
| 2005 | Because of Winn-Dixie             | Sweetie Pie Thomas        |                                |
| 2006 | Déjà Vu                           | Abbey                     |                                |
| 2006 | Babel                             | Debbie Jones              |                                |
| 2006 | I Want Someone to Eat Cheese With | Penelope                  |                                |
| 2007 | The Nines                         | Noelle                    |                                |
| 2007 | Reservation Road                  | Emma Leaner               |                                |
| 2007 | Day 73 with Sarah                 | Sarah                     | Kortfilm                       |
| 2008 | Benjamin Buttons forunderlige liv | Daisy Fuller som 7-årig   |                                |
| 2008 | Phoebe in Wonderland              | Phoebe Lichten            |                                |
| 2009 | Astro Boy                         | Grace                     | Stemme                         |
| 2010 | The Nutcracker in 3D              | Mary                      |                                |
| 2010 | Somewhere                         | Cleo                      |                                |
| 2011 | Super 8                           | Alice Dainard             |                                |
| 2011 | The Curve of Forgotten Things     | Pige                      | Kortfilm                       |
| 2011 | Twixt                             | V                         |                                |
| 2011 | We Bought a Zoo                   | Lily Miska                |                                |
| 2012 | Ginger & Rosa                     | Ginger                    |                                |
| 2012 | Leaning Toward Solace             | Sara                      | Kortfilm                       |
| 2014 | Low Down                          | Amy-Jo Albany             |                                |
| 2014 | Young Ones                        | Mary Holms                |                                |
| 2014 | Maleficent                        | Aurora                    |                                |
| 2014 | The Boxtrolls                     | Winnie                    | Stemme                         |
| 2015 | Trumbo                            | Nikola Trumbo             |                                |
| 2015 | 3 Generations                     | Ray                       |                                |
| 2016 | The Neon Demon                    | Jesse                     |                                |
| 2016 | 20th Century Women                | Julie                     | Dansk titel Alletiders Kvinder |
| 2016 | Ballerina                         | Félicie Milliner          | Stemme                         |
| 2016 | Live by Night                     | Loretta Figgis            |                                |
| 2019 | Maleficent: Mistress of Evil      |                           |                                |
| 2020 | All the bright places             | Violet Markey             | Hovedrolle                     |
| 2024 | A Complete Unknown                | Sylvie                    | Dylans kæreste                 |